# Rio Camanducaia
O rio Camanducaia é um curso de água, afluente do rio Jaguari, dos estados de Minas Gerais e São Paulo, Brasil.
Ele nasce no município de Toledo no estado de Minas Gerais e tem sua foz no rio Jaguari, no município de Jaguariúna no estado de São Paulo, tornando-se assim, um rio de domínio da União.
A área da bacia do rio Camanducaia é de 870,68 km², integra em seus limites territoriais os municípios paulistas de Amparo, Jaguariúna, Monte Alegre do Sul, Pinhalzinho, Serra Negra, Socorro e o município mineiro de Toledo, além de ser composta pelos municípios paulistas denominados de borda, sendo estes, Pedra Bela, Pedreira, Tuiuti, Santo Antônio de Posse e Holambra.